# Jaap Weyand
Jacob Gerrit (Jaap) Weyand (Amsterdam, 8 maart 1886 – Bakkum, 23 november 1960) was een Nederlands graficus, glasschilder, kunstschilder en tekenaar. Hij werkte in Amsterdam tot 1907, in Parijs in 1908, toen weer Amsterdam van 1909 tot 1916, in Blaricum in 1917-1918, in Bergen van 1944 tot 1957 en daarna in Bakkum van 1958 tot aan zijn overlijden in 1960.

## Opleiding en werk
Weyand volgde een opleiding aan de School voor Kunstnijverheid en de Rijksakademie voor Beeldende Kunsten, beide in Amsterdam, en was daar een leerling van Antoon Derkinderen, Pieter Dupont, Klaas van Leeuwen en George Sturm.
Zijn werk bestond uit figuurvoorstellingen, landschappen, portretten, stillevens en zelfportretten in de stijl van de Bergense School. Hij maakte portretten van koningin Wilhelmina, de tenor Jacques Urlus en de directeur van het Rijksmuseum in Amsterdam, Jhr. B.W.F. van Riemsdijk. Hij was op zijn beurt leraar van Dirk Koning en Adriaan Korteweg.

## Persoonlijk
Weyand (officiële spelling: Weijand) trouwde tweemaal. Zijn eerste huwelijk met Sara Izaaks werd in 1917 ontbonden. Hij hertrouwde in 1918 met Betsy Polak, die - ook in 1917 - gescheiden was van Emile Weijl. Betsy Polak overleed in 1936 in Bergen. Hun dochter Betsy (Bep) Weijl (1917-1996) was gehuwd met de beeldhouwer en kunstschilder Willem Reijers (1910-1958). Hun zoon Vincent (1921-1945) groeide op in Bergen (NH) en kwam op 21 februari 1945 om in het concentratiekamp Buchenwald. Jaap Weyand zelf zat enige tijd ondergedoken bij het gezin van tabaksfabrikant Hendrik Niemeijer (Koninklijke Theodorus Niemeyer) in Haren (GN), in De Vennen, waar sinds 2001 het Groninger Landschap gehuisvest is. Als dank voor de onderduikperiode schilderde hij in 1945 een portret van Hendrik Niemeijer en een van diens jongste zoon Theodorus Niemeijer (1930-2017).